# Прийма Василь Матвійович
Василь Матвійович Прийма (нар. 12 січня 1897, Яворів) — український майстер різьблення і малювання на дереві.
Жив і працював в Яворові. Виготовляв дитячі іграшки (фігурки, візочки з одним, або двома кониками, колиски), розмальовані рослинно-геометричними візерунками. Серед творів радянського часу багатофігурних тематичних композицій:
- «Напад Батия на Київ»;
- «Втеча Наполеона з Росії».

Твори зберігаються в Національному музеї у Львові, Музеї етнографії і художнього промислу, Музеї українського народного декоративного мистецтва, а також поповнили збірки музеїв Києва, Санкт-Петербурга.